# Laguna Lachuá
Lachuá je laguna na severu Guatemaly. Jedná se o tzv. cenote (zatopený závrt krasového původu). Název Lachuá vychází z jazyka místních indiánů a je možné přeložit ho jako „voda, která zapáchá“ či „voda, která hnije“. Zdejší voda má vysokou koncentraci vápenatých solí a síry, která způsobuje výraznější zápach. Laguna má téměř pravidelný kruhový tvar o průměru 8 km a je obklopená tropickým deštným lesem s vysokou biodiverzitou jako suchozemských, tak i vodních organismů.
Okolo laguny byl v roce 1996 vyhlášen jeden z guatemalských národní parků o rozloze 14 500 ha.  V národním parku bylo napočítáno několik endemických živočišných i rostlinných druhů. Průměrné roční hodnoty klimatických ukazatelů národního parku jsou: průměrná roční teplota 25,75 °C, srážkový úhrn 2 477,5 mm a vlhkost vzduchu 84 %.